# Прувер

Діафрагмовий вимірювач критичної течії (ДВКТ) в принциповій схемі обладнання гирла свердловини:
4 – лебідка; 5 – сепаратор; 6 – ємність для вимірювання рідини;
7 – діафрагмовий вимірювач критичної течії (ДВКТ); 8 – факельна лінія; 9 – манометри; 10 – термометр; 11 – глибинний прилад;
12 – кріплення викидної лінії; 13 – лінія введення інгібітору

Прувер (рос. прувер; англ. prover; нім. Prouver m) — прилад для вимірювання витрати газу за умов критичної течії через отвір стандартної діафрагми.
Синонім — діафрагмовий вимірювач критичної течії (ДВКТ).